# Abandon - Misteriosi omicidi
Abandon - Misteriosi omicidi (Abandon) è un film del 2002 diretto da Stephen Gaghan.

## Trama
Katie sembra avere tutto: studia con profitto all'università e sta per laurearsi, è bella e simpatica ed inoltre è stata già selezionata per un qualificatissimo lavoro.
Vive però un periodo di stress causatole dagli ultimi esami e dalla preparazione della tesi, inoltre non riesce a riprendersi dall'abbandono di Embry, suo ex fidanzato, ricco ed eccentrico, scomparso nel nulla due anni prima.
Al campus giunge il detective Wade Handler per indagare sulla misteriosa scomparsa.
Nella ragazza si riaprono vecchie ferite ed i ricordi passati la portano addirittura a vederlo nuovamente aggirarsi nel campus. La circostanza che sia solo lei a vederlo è indice di uno squilibrio.

## Promozione

### Slogan promozionali
- «Watch who you leave behind.»
«Guardati le spalle.»

## Riconoscimenti
- 2003 - Courmayeur Noir in festival
  - Menzione speciale